# HD 24040 b
HD 24040 b هو كوكب خارج المجموعة الشمسية. يستغرق حوالي 3500 يوم ليدور حول نجمه، كتلته الدنيا تبلغ حوالي 4 مرات كتلة مشتري .

## اكتشافه
تم اكتشافه سنة 2006 في كاليفورنيا بواسطة السرعة الشعاعية.